# Liroconita
La liroconita és un mineral de la classe dels arsenats. Va ser anomenada així l'any 1825 per Wilhelm Karl von Haidinger, del grec leiros, pàl·lid, i konis, pols.

## Característiques
La liroconita és un arsenat hidroxilat i molt hidratat, de coure amb alumini, de fórmula Cu₂Al(AsO₄)(OH)₄(H₂O)₄. Cristal·litza en el sistema monoclínic. L'hàbit més comú és en forma de cristalls ben formats, amb cristalls fins o lenticulars, amb aspecte d'un octàedre pla. Les cares estretes són estriades amb estries paral·leles a la seva intersecció. També s'hi pot trobar en matriu granular massiva.
Segons la classificació de Nickel-Strunz, la liroconita pertany a «08.DF: Fosfats només amb cations de mida mitjana, amb proporció: (OH, etc.):RO₄ > 3:1» juntament amb els següents minerals: hotsonita, bolivarita, evansita, liskeardita, rosieresita, rusakovita, sieleckiita, calcofil·lita, parnauita i gladiusita.

## Formació i jaciments
És un mineral rar, que es forma com a mineral secundari en les zones oxidades dels jaciments d'altres minerals de coure. Sol trobar-se associada a altres minerals com: olivenita, calcofil·lita, clinoclasa, cornwallita, strashimirita, malaquita, cuprita o en limonites.